# 현대 아우라

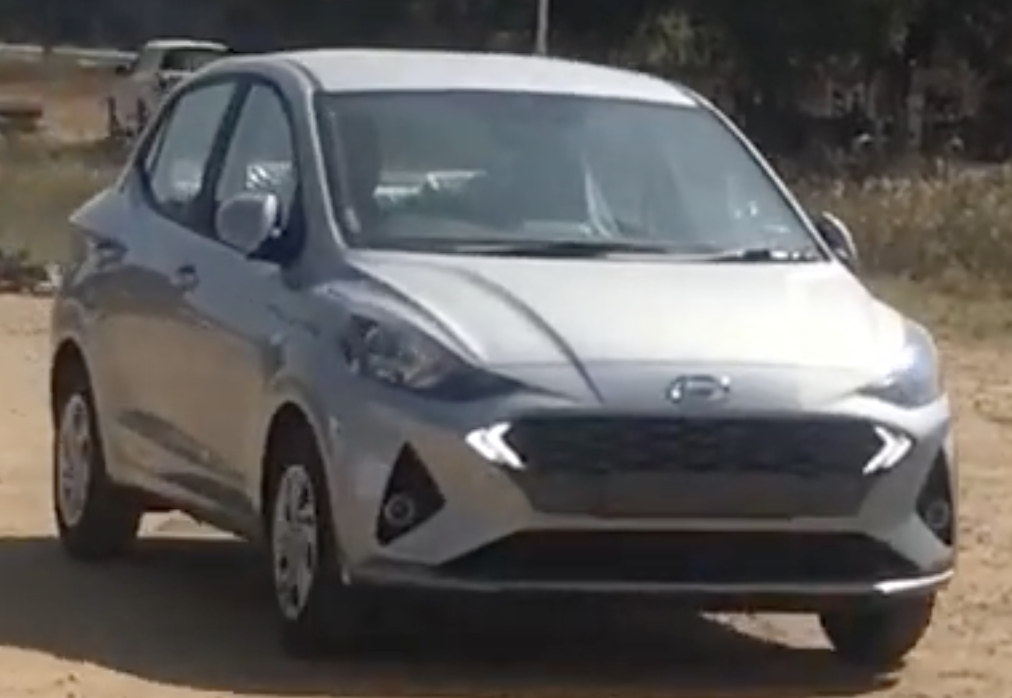

현대 아우라는 현대자동차의 인도 시장용 모델이며 기존 i10을 기반으로 한 세단인 Xcent의 후속 차종이다.

## 관련 차종
- 현대 i10